# دن آلسوپ
دن آلسوپ (انگلیسی: Dan Allsopp; ۱۳ فوریهٔ ۱۸۷۱ – ۱۹۲۱ (۴۹−۵۰ سال)) بازیکن فوتبال اهل پادشاهی متحد بریتانیای کبیر و ایرلند بود.
از باشگاه‌هایی که در آن بازی کرده‌است می‌توان به باشگاه فوتبال ناتینگهام فارست اشاره کرد.